# I Love You, Daddy
I Love You, Daddy ist eine US-amerikanische Filmkomödie aus dem Jahr 2017, die von Louis C.K. geschrieben und inszeniert wurde. und mit C.K., Chloë Grace Moretz, Rose Byrne, Charlie Day, Edie Falco, Pamela Adlon, Ebonée Noel, Helen Hunt und John Malkovich. Co-Produzent Vernon Chatman hat die Geschichte gemeinsam mit C.K. geschrieben. Es ist der zweite Film von C.K. Regie nach Pootie Tang. Er spielt den Fernsehautor und Produzenten Glen Topher, der verunsichert ist, nachdem seine jugendliche Tochter (Moretz) von einem viel älteren Filmregisseur (Malkovich) verführt wird. Der Film wurde am 9. September 2017 beim Toronto International Film Festival 2017 uraufgeführt. Der Film sollte ursprünglich am 17. November 2017 von The Orchard in den Vereinigten Staaten veröffentlicht werden, wurde jedoch aufgrund von Vorwürfen wegen sexuellen Fehlverhaltens gegen C.K. eingestellt, eine Woche vor dem geplanten Debüt. Am 8. Dezember 2017 wurde berichtet, dass C.K. die weltweiten Vertriebsrechte des Films von The Orchard zurückgekauft habe.

## Handlung
Glen Topher, ein erfolgreicher Autor und Produzent von Fernsehdramen mit Sitz in New York City, informiert seine Ex-Frau Aura, dass ihre ziellose Teenager-Tochter China bei ihm einziehen möchte, wahrscheinlich wegen seines wohlhabenden Lebensstils. Ralph, Glens engster Freund, unterstellt, dass China, ein attraktives 17-jähriges Mädchen, ihre Frühlingsferien wahrscheinlich in Florida verbracht hat, um mit ihren Klassenkameraden sexuelle Spiele zu spielen. China bittet darum, nach Florida zurückzukehren, um sich mit den neuen Freunden zu treffen, die sie dort gefunden hat, und Glen ist besorgt, kann aber nicht nein zu ihr sagen. Maggie, Glens ausgesprochene Ex-Freundin, hält ihn für einen schlechten Vater, weil er seiner Tochter immer gibt, was sie will.
Eine neue Fernsehserie über Krankenschwestern von Glen soll im Herbst ausgestrahlt werden, aber es gibt noch kein Drehbuch und keine Besetzung, sehr zum Leidwesen von Glens nervöser Produktionspartnerin Paula. Durch die Machenschaften eines Agenten taucht die berühmte Schauspielerin Grace Cullen unangekündigt im Produktionsbüro von Glen und Paula auf, um die Hauptrolle in der Show zu übernehmen. Grace behauptet, dass sie schon immer mit Glen zusammenarbeiten wollte, der von ihr fasziniert ist. Ein paar Tage später lädt Grace Glen und China zu einer Party ein, an der auch der erfahrene Filmregisseur Leslie Goodwin teilnimmt, den Glen vergöttert. China ist Leslie gegenüber misstrauisch, da ihn Medienberichte als Pädophiler beschuldigen, doch nachdem sie mit ihm gesprochen hat, ist sie von ihm fasziniert.
Glen geht bald eine romantische Beziehung mit Grace ein, die ihm mitteilt, dass Leslie China mit ihm und einigen Freunden zu einer Reise nach Paris eingeladen hat. Glen ist entsetzt, aber als er China damit zur Rede stellt, ist sie entschlossen zu gehen. Die Situation führt dazu, dass Glen sich mit Grace streitet und sie Schluss machen. Als China aus Paris nach Hause kommt, veranstaltet Glen für sie eine schicke Feier zu ihrem 18. Geburtstag, wird jedoch von der Vorstellung heimgesucht, dass sie möglicherweise Sex mit der viel älteren Leslie hatte. Glen konfrontiert beide mit seinen Bedenken, was dazu führt, dass China sich über ihn aufregt und aus seinem Haus auszieht.
Monate später nimmt Glen an den Emmy Awards teil, bei denen Leslie gerade den Preis für die beste Regie für eine Show mit Ralph als Hauptdarsteller erhalten hat. Leslie erzählt Glen, dass er sich von ihm inspiriert gefühlt habe, endlich eine Fernseharbeit anzunehmen. Leslie verrät auch beiläufig, dass China seine sexuellen Annäherungsversuche in Paris abgelehnt hatte. Am Ende fungiert Maggie als Vermittlerin und Glen lernt China bei ihrem neuen Job in einem Kaufhaus kennen, wo sich Vater und Tochter zu versöhnen beginnen.

## Produktion
Die Produktion des Films war völlig geheim, C.K. Die Dreharbeiten erfolgten im Juni 2017 ausschließlich auf 35-mm-Schwarzweißfilm. C.K.s langjähriger Mitarbeiter Paul Koestner fungierte als Kameramann des Films. Die Filmmusik von Zachary Seman und Robert Miller wurde in den Abbey Road Studios in London aufgenommen.
Woody Allen erklärte in seiner Autobiografie Apropos of Nothing aus dem Jahr 2020, dass er und C.K., bei dem Allen in Blue Jasmine (2013) Regie führte, versuchten, gemeinsam eine Komödie zu schreiben und zu spielen. Ihre Versuche, an einem Drehbuch mitzuarbeiten, schlugen fehl, aber C. K. kontaktierte Allen Jahre später und bot Allen eine Rolle in einem Film an, den er geschrieben hatte und bei dem er Regie führen wollte. Nachdem er das Drehbuch gelesen hatte, war Allen schockiert, dass die Figur, die er spielen würde, ein berühmter Filmregisseur war, dem einmal vorgeworfen wurde, ein Kind missbraucht zu haben, und der eine romantische Beziehung mit einer viel jüngeren Frau führt. Allen lehnte die Rolle ab, da er glaubte, die Ähnlichkeiten mit den gegen ihn erhobenen Anschuldigungen würden nur „direkt in die Hände der Yahoo“ spielen. Er gibt an, dass C.K.s geplanter Film später I Love You, Daddy wurde.

## Veröffentlichung
Der Film wurde am 9. September 2017 auf dem Toronto International Film Festival uraufgeführt, wo die Vertriebsrechte von der Firma The Orchard für fünf Millionen US-Dollar gekauft wurden. Die Veröffentlichung war für den 17. November 2017 in limitierter Auflage geplant, bevor die Veröffentlichung am 1. Dezember erfolgte.
Am 9. November sagte The Orchard die New Yorker Premiere des Films aufgrund „unerwarteter Umstände“ ab. Der Hollywood Reporter berichtete, dass ein möglicherweise schädlicher Artikel der New York Times über C.K. der Grund für die Absage war. Die Times veröffentlichte die Geschichte später am Tag und beschuldigte C.K. wegen sexuellen Fehlverhaltens gegen fünf Frauen. Am 10. November 2017, eine Woche vor dem geplanten Kinostart, wurde der Film aus dem Programm genommen. Kurz darauf ließen internationale Verleiher den Film fallen und verwarfen alle Veröffentlichungspläne.
Im Dezember 2017 hat C.K. soll die weltweiten Vertriebsrechte des Films von The Orchard zurückgekauft haben. Später in diesem Monat erwarb die Pirateriegruppe CM8 eine von 12.000 Vorführ-DVDs des Films und veröffentlichte sie auf mehreren Torrent-File-Hosting-Websites. Auf die Frage nach C.K.s Vorstoß, die Rechte zu erwerben, sagte die Hauptdarstellerin Chloë Grace Moretz in einem Interview mit der New York Times im August 2018, dass sie es vorziehen würde, wenn der Film „einfach verschwinden würde, ehrlich gesagt“, und fügte hinzu: „Es ist niederschmetternd, das auszudrücken“, Zeit in ein Projekt stecken und verschwinden lassen. Im darauffolgenden Monat erklärte sie, dass sie „nicht der Meinung ist, dass es eine Perspektive oder eine Geschichte ist, die heutzutage erzählt werden muss, insbesondere angesichts all dessen, was ans Licht kommt“. Rose Byrne erklärte in einem Interview: „Ich stehe auf der Seite der Frauen, die sich gemeldet haben. Ich denke, es wird eine Weile dauern, bis dieser Film zu sehen ist, und ich denke, das ist richtig.“

## Rezeption
Auf dem Rezensionsportal Rotten Tomatoes hat der Film eine Zustimmungsrate von 37 %, basierend auf 46 Rezensionen, mit einer durchschnittlichen Bewertung von 5,3/10. On Metacritic, the film has a weighted average score of 56 out of 100, based on reviews from 18 critics, indicating „mixed or average reviews“.
Der Guardian-Filmkritiker Peter Bradshaw bewertete den Film mit vier Sternen und nannte ihn eine „sehr lustige und rücksichtslos provokante Hommage an Woody Allen, die sein Meisterwerk Manhattan kanalisiert“. Der Varieté-Kritiker Owen Gleiberman äußerte sich weniger positiv und schrieb, dass „der Film mäandriert und seine zweite Hälfte formlos ist“, obwohl er die Dialoge und die Besetzung lobte.